# Jacques Beauchamp
Pour les articles homonymes, voir Beauchamp.
Jacques Beauchamp (4 février 1927 - 17 septembre 1988) est un journaliste sportif québécois qui a longtemps couvert les Canadiens de Montréal pour le compte des quotidiens Montréal-Matin et Le Journal de Montréal.

## Biographie
Il a commencé sa carrière de journaliste en 1943 au journal Montréal-Matin où il signera, pendant 25 ans, des reportages et des chroniques sur l'actualité sportive à Montréal. Il sera surtout connu pour sa couverture des Canadiens de Montréal.
Ayant toujours été affecté à la couverture du Canadien, Beauchamp avait de nombreux contacts au sein de l'organisation. Il aura même l’occasion de signer un contrat avec l’équipe, à titre de gardien substitut à Jacques Plante en 1959. Il participera régulièrement aux entraînements de l’équipe, mais il ne sera jamais appelé à remplacer Plante durant de vrais matches.
Il a également participé à titre de commentateur à la Ligue du Vieux Poêle, une table ronde animée par Jean-Maurice Bailly qui était diffusée durant les entractes des parties présentées à La Soirée du hockey.
En 1969, Beauchamp accepte une offre de Pierre Péladeau et prend la direction des pages sportives du Journal de Montréal. Il quitte le Montréal-Matin en compagnie de deux de ses collègues Jean-Pierre Sanche et Marcel Gaudette. L'arrivée du populaire journaliste sportif donnera une impulsion au Journal de Montréal, dont le tirage passe de 40 000 à 100 000 exemplaires en 18 mois.
Il est l'un des premiers journalistes de la presse écrite admis au Temple de la renommée du hockey, en 1984.
Depuis 1982, les Canadiens de Montréal décerne annuellement le Trophée Jacques-Beauchamp à un joueur ayant joué un rôle déterminant dans les succès de l'équipe sans en retirer d'honneur particulier. Le récipiendaire de cet honneur est choisi par les journalistes sportifs de Montréal.

## Honneurs
- 1984 - Intronisé au Temple de la renommée du hockey (presse écrite)
- 1986 -  Membre de l'Ordre du Canada